# NHL 1947./48.
NHL-sezona 1947./48. je bila trideset i prva sezona NHL-a. 6 momčadi odigrali su 60 utakmica. Pobjednik Stanleyjeva kupa je bila momčad Toronto Maple Leafsa, koja je u finalnoj seriji pobijedila Chicago Blackhawkse s 4:0.
Toronto Maple Leafsi bili su domaćini prve All Star utakmice i pobijedili su All Star momčad s 4:3.
U tadašnje vrijeme još nije bilo uobičajeno, i s time probudilo veliku pažnju,  je bila izmjena 5 igrača koji su iz Toronta u Chicago otišli a za uzvrat su dobili Max Bentley,  koji je bio dva puta najbolji strijelac lige, i Cya Thomasa.

## Regularna sezona

### Ljestvice
Kratice: P = Pobjede, Po. = Porazi, N = Neriješeno, G= Golovi, PG = Primljeni Golovi, B = Bodovi
|                     | P  | Po. | N  | G   | PG  | B  |
| ------------------- | -- | --- | -- | --- | --- | -- |
| Toronto Maple Leafs | 32 | 15  | 13 | 182 | 143 | 77 |
| Detroit Red Wings   | 30 | 18  | 12 | 187 | 148 | 72 |
| Boston Bruins       | 23 | 24  | 13 | 167 | 168 | 59 |
| New York Rangers    | 21 | 26  | 13 | 176 | 201 | 55 |
| Montreal Canadiens  | 20 | 29  | 11 | 147 | 169 | 51 |
| Chicago Blackhawks  | 20 | 34  | 6  | 195 | 225 | 46 |

### Najbolji strijelci
Kratice: Ut. = Utakmice, G = Golovi,  A = Asistencije, B = Bodovi
| Igrač           | Momčad          | Ut. | G  | A  | B  |
| --------------- | --------------- | --- | -- | -- | -- |
| Elmer Lach      | Montreal        | 60  | 30 | 31 | 61 |
| Buddy O’Connor  | NY Rangers      | 60  | 24 | 36 | 60 |
| Doug Bentley    | Chicago         | 60  | 20 | 37 | 57 |
| Gaye Stewart    | Toronto/Chicago | 61  | 27 | 29 | 56 |
| Max Bentley     | Chicago/Toronto | 59  | 26 | 28 | 54 |
| Bud Poile       | Toronto/Chicago | 58  | 25 | 29 | 54 |
| Maurice Richard | Montreal        | 53  | 28 | 25 | 53 |
| Syl Apps        | Toronto         | 55  | 26 | 27 | 53 |
| Ted Lindsay     | Detroit         | 60  | 33 | 19 | 52 |
| Roy Conacher    | Chicago         | 52  | 22 | 27 | 49 |

## Doigravanje za Stanleyjev kup
Sve utakmice odigrane su 1948. godine.

### Prvi krug
| Toronto Maple Leafs vs. Boston Bruins | Toronto Maple Leafs vs. Boston Bruins | Toronto Maple Leafs vs. Boston Bruins | Toronto Maple Leafs vs. Boston Bruins | Toronto Maple Leafs vs. Boston Bruins | Toronto Maple Leafs vs. Boston Bruins | Toronto Maple Leafs vs. Boston Bruins |
| Datum                                 | Gostujuća momčad                      | Gostujuća momčad                      | Domaćin                               | Domaćin                               | Bilješke                              |                                       |
| ------------------------------------- | ------------------------------------- | ------------------------------------- | ------------------------------------- | ------------------------------------- | ------------------------------------- | ------------------------------------- |
| 24. ožujka                            | Boston                                | 4                                     | 5                                     | Toronto                               | OT                                    |                                       |
| 27. ožujka                            | Boston                                | 3                                     | 5                                     | Toronto                               |                                       |                                       |
| 30. ožujka                            | Toronto                               | 5                                     | 1                                     | Boston                                |                                       |                                       |
| 1. travnja                            | Toronto                               | 2                                     | 3                                     | Boston                                |                                       |                                       |
| 3. travnja                            | Boston                                | 2                                     | 3                                     | Toronto                               |                                       |                                       |
| Toronto pobjeđuje seriju s 4:1.       |                                       |                                       |                                       |                                       |                                       |                                       |

| Detroit Red Wings vs. New York Rangers | Detroit Red Wings vs. New York Rangers | Detroit Red Wings vs. New York Rangers | Detroit Red Wings vs. New York Rangers | Detroit Red Wings vs. New York Rangers | Detroit Red Wings vs. New York Rangers | Detroit Red Wings vs. New York Rangers |
| Datum                                  | Gostujuća momčad                       | Gostujuća momčad                       | Domaćin                                | Domaćin                                |                                        |                                        |
| -------------------------------------- | -------------------------------------- | -------------------------------------- | -------------------------------------- | -------------------------------------- | -------------------------------------- | -------------------------------------- |
| 24. ožujka                             | NY Rangers                             | 1                                      | 2                                      | Detroit                                |                                        |                                        |
| 28. ožujka                             | NY Rangers                             | 2                                      | 5                                      | Detroit                                |                                        |                                        |
| 26. ožujka                             | Detroit                                | 2                                      | 3                                      | NY Rangers                             |                                        |                                        |
| 30. ožujka                             | Detroit                                | 1                                      | 3                                      | NY Rangers                             |                                        |                                        |
| 1. travnja                             | NY Rangers                             | 1                                      | 3                                      | Detroit                                |                                        |                                        |
| 4. travnja                             | Detroit                                | 4                                      | 2                                      | NY Rangers                             |                                        |                                        |
| Detroit pobjeđuje seriju s 4:2.        |                                        |                                        |                                        |                                        |                                        |                                        |

### Finale Stanleyevog Cupa
| Toronto Maple Leafs vs. Detroit Red Wings              | Toronto Maple Leafs vs. Detroit Red Wings | Toronto Maple Leafs vs. Detroit Red Wings | Toronto Maple Leafs vs. Detroit Red Wings | Toronto Maple Leafs vs. Detroit Red Wings | Toronto Maple Leafs vs. Detroit Red Wings | Toronto Maple Leafs vs. Detroit Red Wings |
| Datum                                                  | Gostujuća momčad                          | Gostujuća momčad                          | Domaćin                                   | Domaćin                                   |                                           |                                           |
| ------------------------------------------------------ | ----------------------------------------- | ----------------------------------------- | ----------------------------------------- | ----------------------------------------- | ----------------------------------------- | ----------------------------------------- |
| 7. travnja                                             | Detroit                                   | 3                                         | 5                                         | Toronto                                   |                                           |                                           |
| 10. travnja                                            | Detroit                                   | 2                                         | 4                                         | Toronto                                   |                                           |                                           |
| 11. travnja                                            | Toronto                                   | 2                                         | 0                                         | Detroit                                   |                                           |                                           |
| 14. travnja                                            | Toronto                                   | 7                                         | 2                                         | Detroit                                   |                                           |                                           |
| Toronto pobjeđuje seriju s 4:0 i osvaja Stanleyjev kup |                                           |                                           |                                           |                                           |                                           |                                           |

°OT = Produžeci

### Najbolji strijelac doigravanja
Kratice: Ut. = Utakmice, G = Golovi, A = Asistencije, B = Bodovi
| Igrač       | Momčad  | Ut. | G | A | B  |
| ----------- | ------- | --- | - | - | -- |
| Ted Kennedy | Toronto | 9   | 8 | 6 | 14 |

## Nagrade NHL-a
| Art Ross Trophy:           | Elmer Lach, Montreal Canadiens   |
| Calder Memorial Trophy:    | Jim McFadden, Detroit Red Wings  |
| Hart Memorial Trophy:      | Buddy O’Connor, New York Rangers |
| Lady Byng Memorial Trophy: | Buddy O’Connor, New York Rangers |
| Vezina Trophy:             | Turk Broda, Toronto Maple Leafs  |
| O'Brien Trophy:            | Detroit Red Wings                |
| Prince of Wales Trophy:    | Toronto Maple Leafs              |

### All-Star momčad
| Prva momčad                         | Pozicija        | Druga momčad                      |
| ----------------------------------- | --------------- | --------------------------------- |
| Turk Broda, Toronto Maple Leafs     | vratar          | Frank Brimsek, Boston Bruins      |
| Bill Quackenbush, Detroit Red Wings | obrambeni igrač | Ken Reardon, Montreal Canadiens   |
| Jack Stewart, Detroit Red Wings     | obrambeni igrač | Neil Colville, New York Rangers   |
| Elmer Lach, Montreal Canadiens      | centar          | Buddy O'Connor, New York Rangers  |
| Maurice Richard, Montreal Canadiens | desni napadač   | Bud Poile, Chicago Black Hawks    |
| Ted Lindsay, Detroit Red Wings      | lijevi napadač  | Gaye Stewart, Chicago Black Hawks |

## Vanjske poveznice
- hockeydb.com: The Internet Hockey Database

- Hacx.de: Sve ljestvice NHL-a  Arhivirana inačica izvorne stranice od 24. siječnja 2008. (Wayback Machine)